# حلبة آنفا

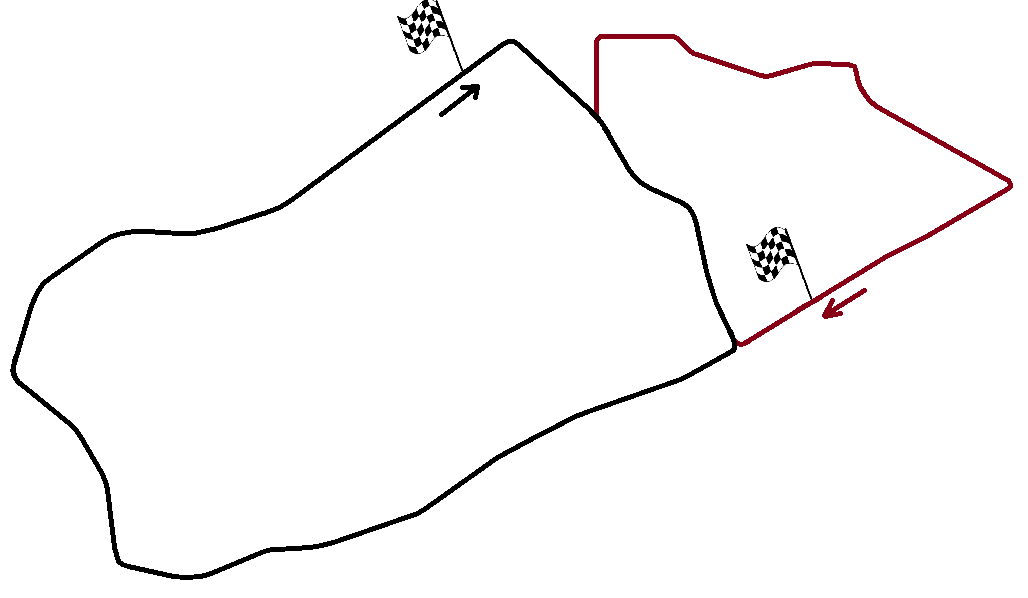
المسار

حلبة آنفا كانت حلبة سباق مؤقتة تقع في الدار البيضاء بالمغرب، استضافت جائزة المغرب الكبرى في 1931 و1932 و1934. في سنة 1957 تم استخدام دارة عين الذئاب لاستضافة السباق.